# Burt Goldblatt
Burt Goldblatt (* 1924 in Dorchester; † 30. August 2006 in Boston) war ein US-amerikanischer Art Director, Grafikdesigner, Fotograf und Autor, der durch seine Cover von Jazzalben bekannt wurde.

## Leben und Wirken
Burt Goldblatt diente während des Zweiten Weltkriegs im Pazifik; nach Kriegsende studierte er am Massachusetts College of Art. Nach der Graduierung arbeitete er in einer Druckerei und lernte autodidaktisch Fotografie. Nachdem er eine Zeitlang als freischaffender Grafiker in Boston gearbeitet hatte, zog er nach New York, wo er von 1953 bis 1955 für den Fernsehsender CBS tätig war. Danach verlagerte er seine Aktivitäten auf die Gestaltung von LP-Covern. Goldblatt arbeitete ab 1955 für die Major-Label Decca und Atlantic  Records bzw. Sublabel wie EmArcy Records, aber auch für kleine Plattenfirmen wie Savoy, Roost, Jolly Roger und Bethlehem Records.  Allein für das Bethlehem-Label war Goldblatt zwischen 1953 und 1955 für 40 25-cm-LPs sowie bis 1962 für 160 LPs im 30-cm-Format verantwortlich. Dazu gehören Produktionen von Jazzmusikern wie Chris Connor, Duke Ellington, Billie Holiday, Herbie Mann, Carmen McRae,  Charles Mingus, Oscar Pettiford, Eddie Shu und Kai Winding.
Seine Markenzeichen waren abstrahierte Karikaturen und verzerrte Porträts sowie die fotografische Covergestaltung (wie für Bethlehem), die er mit einer lyrisch akzentuierten Typografie kombinierte. Inspiriert vom Film Noir verwendete er sowohl eigene Schwarzweiß-Porträts und Studiofotografien als auch Straßenszenen, die er mit abstrakten Farbflächen überlagerte. Hierzu hielt er sich häufig in Aufnahmestudios und Nightclubs auf, wo er zahllose Fotos schoss, die er später für seine Covergestaltungen verwendete. Er war auch mit Jazzmusikern befreundet; der Pianist Bud Powell widmete ihm 1953 die Komposition Burt Covers Bud, die auf den Akkorden des Standards Lover, Come Back to Me beruht.
In den 1960er-Jahren gestaltete Goldblatt, der in dieser Zeit meist für Columbia Records und RCA Victor arbeitete, auch die Umschläge von Gospel- und Popalben, bevor er sich wegen des wechselnden Stils der Musikbranche als Buchautor betätigte. Er war Co-Autor von Büchern wie Mobs and the Mafia, Starring Fred Astaire und Baseball’s Best; außerdem schrieb er ein Buch über das Newport Jazz Festival und stellte seine Jazzfotografie für Publikationen zusammen. Goldblatt starb im Alter von 82 Jahren in Boston.

## Schriften (Auswahl)
- Theodore O. Cron, Burt Goldblatt: Portrait of Carnegie Hall: A Nostalgic Portrait in Pictures. 1966
- Paul D. Zimmerman, Burt Goldblatt: The Marx Brothers at the Movies. New York, Putnam’s 1968
- Robert Shelton und Burt Goldblatt: Country Music Story: A Picture History of Country and Western Music. New Rochelle, Arlington House 1971
- Burt Goldblatt und Chris Steinbrunner: Cinema of the Fantastic. New York, Galahad Books 1972
- Hank Messick und Burt Goldblatt: The Mobs and the Mafia. The illustrated History of Organized Crime. New York, Th. Y. Crowell 1972
- Hank Messick, Burt Goldblatt: Kidnapping: The Illustrated History. 1974
- John Devaney und Burt Goldblatt: The Stanley Cup – A Complete Pictorial History. Rand McNally & Company. Chicago, 1975
- Martin Appel und Burt Goldblatt: Baseball's Best: The Hall of Fame Gallery. New York, McGraw-Hill, 1977
- Burt Goldblatt: The Newport Jazz Festival: The Illustrated History. New York, Dial Press, 1977
- John Devaney and Burt Goldblatt with Barbara Devaney:  The World Series: A Complete Pictorial History. Chicago, Rand McNally, 1981